# Somali Airlines
 (juin 2015).
Si vous disposez d'ouvrages ou d'articles de référence ou si vous connaissez des sites web de qualité traitant du thème abordé ici, merci de compléter l'article en donnant les références utiles à sa vérifiabilité et en les liant à la section « Notes et références ».

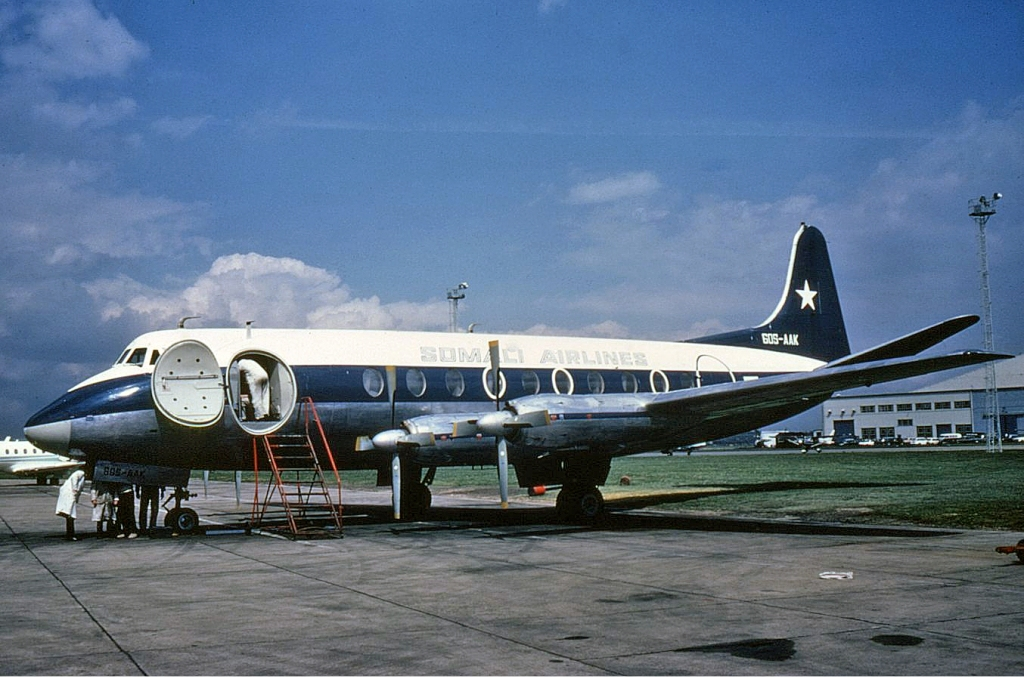
Avion de la compagnie Somali Airlines en 1968

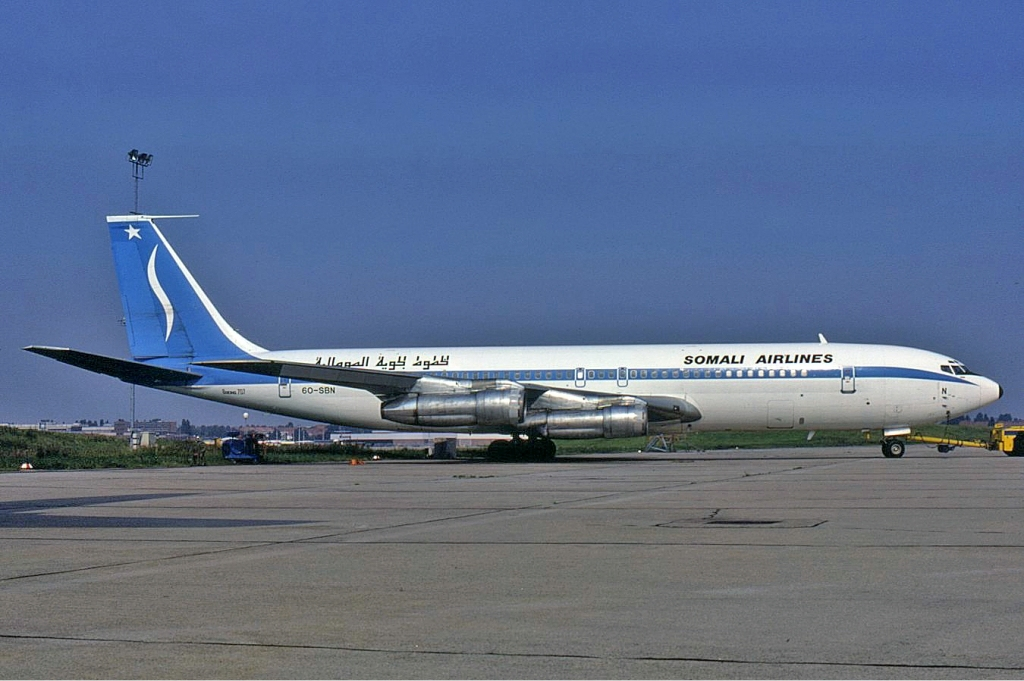
Boeing 707 de Somali Airlines en 1982

Air Somalie était la Compagnie aérienne nationale de la Somalie. Créée en 1964, elle a offert des vols vers deux destinations domestiques et internationales. Elle a opéré en Boeing, Boeing 707-300s 720Bs et en Airbus A310-300 sur un réseau au Moyen-Orient et en Europe. La compagnie aérienne a abandonné les activités après le début de la guerre civile au début des années 1990. Le gouvernement somalien reconstitué plus tard a commencé les préparatifs en 2012 pour une relance attendue du transporteur, avec le premier nouvel avion d'Air Somalie la livraison était prévue pour la fin de décembre 2013. Selon Aviation Safety Network, Somali Airlines a connu six accidents entre 1970 et 1989, cinq d'entre eux ont entraîné la perte de la coque de l'avion impliqué, et trois d'entre eux ont entraîné des décès.